# Aruba i olympiska sommarspelen 1996
Aruba deltog i de olympiska sommarspelen 1996 med en trupp bestående av tre deltagare, men ingen av landets deltagare erövrade någon medalj.

## Cykling
Herrarnas linjelopp
- Lucien Dirksz

## Friidrott
Herrarnas 200 meter
- Miguel Janssen